# 康奈爾 (加利福尼亞州洛杉磯縣)
康奈爾（英語：Cornell）是位於美國加利福尼亞州洛杉磯縣的一個非建制地區。該地的面積和人口皆未知。

## 地理
康奈爾的座標為34°06′50″N 118°46′40″W / 34.11389°N 118.77778°W，而該地的平均海拔高度為240米（即787英尺）。